# Феникс (острови)
Вижте пояснителната страница за други значения на Феникс.
Островите Феникс (на английски: Phoenix Islands) са архипелаг в Микронезия, западната част на Тихия океан.
Той е сред 3-те архипелага, съставящи държавата Кирибати. Изключение правят 2 острова – Бейкър и Хауленд, с площ едва 3,4 км2, които са американско владение, докато останалите са в състава на Република Кирибати.
Включва 9 острова, 1 атол и 2 рифа с обща площ 31 км2. Измежду всичките острови е населен само о. Абаринга (Кантон), на който живеят 41 души през 2005 г. Останалите са необитаеми.
Островите са най-големият морски природен резерват с обща площ (територия и акватория) от 410 500 кв. км от 28 януари 2008 г. Включен е в списъка на световното културно и природно наследство на ЮНЕСКО през 2010 г.
| Остров (на английски)                              | Държава  | Площ (км2) | Население (2005 г.) | Координати                                                    | Откривател (дата на откриване) | Карта на о-вите Феникс |
| -------------------------------------------------- | -------- | ---------- | ------------------- | ------------------------------------------------------------- | ------------------------------ | ---------------------- |
| остров Абариринга / Кантон (Abariringa / Canton)   | Кирибати | 9          | 41                  | 2°49′ ю. ш. 171°41′ з. д. / 2.816667° ю. ш. 171.683333° з. д. | Дж. Палмър (5 август 1824)     | Карта на о-вите Феникс |
| остров Бейкър (Baker)                              | САЩ      | 1,6        | необитаем           | 0°10′ с. ш. 176°29′ з. д. / 0.166667° с. ш. 176.483333° з. д. | О. Старбак (1823)              | Карта на о-вите Феникс |
| остров Бърни (Birnie)                              | Кирибати | 0,2        | необитаем           | 3°35′ ю. ш. 171°31′ з. д. / 3.583333° ю. ш. 171.516667° з. д. | Т. Емет (1823)                 | Карта на о-вите Феникс |
| остров Ендърбъри (Enderbury)                       | Кирибати | 5,1        | необитаем           | 3°08′ ю. ш. 171°05′ з. д. / 3.133333° ю. ш. 171.083333° з. д. | Джеймс Кофин (1823)            | Карта на о-вите Феникс |
| остров Маккийн (McKean)                            | Кирибати | 0,4        | необитаем           | 3°36′ ю. ш. 174°07′ з. д. / 3.6° ю. ш. 174.116667° з. д.      | Хенри Барбър (28 май 1794)     | Карта на о-вите Феникс |
| остров Манра / Сидни (Nanra / Sydney)              | Кирибати | 4,4        | необитаем           | 4°27′ ю. ш. 171°15′ з. д. / 4.45° ю. ш. 171.25° з. д.         | Т. Емет (1823)                 | Карта на о-вите Феникс |
| остров Никумароро / Гарднър (Nikumaroro / Gardner) | Кирибати | 4,1        | необитаем           | 4°40′ ю. ш. 174°31′ з. д. / 4.666667° ю. ш. 174.516667° з. д. | Джеймс Гарднър (1825)          | Карта на о-вите Феникс |
| атол Орона / Хъл (Orona / Hull)                    | Кирибати | 3,9        | необитаем           | 4°30′ ю. ш. 172°10′ з. д. / 4.5° ю. ш. 172.166667° з. д.      | Чарлз Уилкс (26 август 1840)   | Карта на о-вите Феникс |
| остров Раваки / Феникс (Rawaki / Phoenix)          | Кирибати | 0,5        | необитаем           | 3°43′ ю. ш. 170°43′ з. д. / 3.716667° ю. ш. 170.716667° з. д. | Луис Тромелен (1823)           | Карта на о-вите Феникс |
| остров Хауленд (Howland)                           | САЩ      | 1,8        | необитаем           | 0°48′ с. ш. 176°37′ з. д. / 0.8° с. ш. 176.616667° з. д.      | Джордж Уърт (1822)             | Карта на о-вите Феникс |